# Cappella della Madonna del Rosario (Siena)
La cappella della Madonna del Rosario è una chiesetta sconsacrata di Siena, che si trova nella contrada della Chiocciola tra via San Marco e via della Diana.

## Storia e descrizione
Edificata dai contradaioli della Chiocciola dal 1655 al 1656, fu la prima a Siena ad essere realizzata a spese di una contrada.
Dal 1722 al 1725 fu restaurata ed ampliata con i soldi derivanti dalla vincita di un Palio: risale a quel periodo la scenografica facciata tardo-barocca d'ascendenza borrominiana progettata con ogni probabilità da Jacopo Franchini e arricchita da decorazioni plastiche di Pietro d'Austo Montini e dei fratelli Cremoni. La facciata venne disegnata da Pietro Cremoni, esponente di una famiglia di stuccatori provenienti da Arosio ed operanti a Siena nella prima metà del Settecento, e realizzata nel 1722. Ideata con una forma concava, presenta due ordini sovrapposti con colonne in pietra serena, in stile dorico quelle al livello inferiore e ionico al livello superiore; tra i due ordini, a collegare i plinti dell'ordine superiore, una balaustra in travertino.
La chiesetta, decorata nell'ordine superiore della facciata con un affresco assai sbiadito con la Madonna col Bambino eseguito da Francesco Feliciati nel 1725, è stata sconsacrata nel 1820 e quindi abbandonata dalla Chiocciola, che in anni recenti ne ha recuperato l'uso per ricoverarvi il cavallo nei giorni del Palio.